# Miconia castrensis
Miconia castrensis es una especie de planta con flor en la familia de las Melastomataceae. Es originaria de  Ecuador.

## Distribución y hábitat
Es un árbol endémico del sur de Ecuador, donde se conoce solo de la colección tipo de 1945. Descubierta a 5.4 km al norte de Sevilla de Oro, en la frontera entre las provincias de Azuay y Morona Santiago. No se sabe que se produzcan en la red de áreas protegidas de Ecuador, pero se espera en el Parque nacional Sangay. Previamente clasificada como Vulnerable (Oldfield et al . 1998). No hay ejemplares de esta especie se encuentran en museos ecuatorianos. Aparte de la destrucción del hábitat, no se conocen amenazas específicas.

## Taxonomía
Miconia castrensis fue descrita por Wurdack y publicado en Memoirs of The New York Botanical Garden 16: 15. 1967.
Etimología
Miconia: nombre genérico que fue otorgado en honor del botánico catalán Francisco Micó.
castrensis: epíteto latíno que significa "de campamento militar".